# 30955 Weiser
30955 Weiser este un asteroid din centura principală de asteroizi.

## Descriere
30955 Weiser este un asteroid din centura principală de asteroizi. A fost descoperit pe 12 august 1994 la Observatorul La Silla de Eric Walter Elst. Asteroidul prezintă o orbită caracterizată de o semiaxă mare de 3,19 ua, o excentricitate de 0,17 și o înclinație de 6,9° în raport cu ecliptica.